# 潮南区
23°15′N 116°24′E / 23.250°N 116.400°E
潮南区是中国广东省汕头市的一个市辖区，位于广东省的东南部，潮汕平原的中心地带。东临南海，西接普宁市，南邻惠来县，北与潮阳区接壤，是2003年1月29日由原潮阳市分出的新区。是廣東省著名侨乡之一，區人民政府駐峡山街道玉峽南路。

## 历史
2003年1月29日，析潮阳市峡山、司马浦、陈店、仙城、两英、红场、雷岭、胪岗、成田、沙陇、田心、井都12个镇，为潮南区，并入汕头市。同年3月31日，中共潮南区委、区人民政府正式挂牌办公。
2004年3月，潮南区所辖峡山镇改为峡山街道，沙陇、田心两镇合并为陇田镇。

## 行政区划
潮南区下辖1个街道：峡山街道，10个镇：井都镇、陇田镇、雷岭镇、成田镇、红场镇、胪岗镇、两英镇、仙城镇、陈店镇、司马浦镇。
| 行政区   | 面积  | 人口  | 居委会 | 村委会 | 备注                   |
| -------- | ----- | ----- | ------ | ------ | ---------------------- |
| 峡山街道 | 46.4  | 20.69 | 12     | 24     | -                      |
| 井都镇   | 43.5  | 8.98  | 4      | 9      | -                      |
| 陇田镇   | 70.96 | 12.62 | 8      | 23     | 由原沙陇镇与田心镇合并 |
| 雷岭镇   | 65.8  | 3.7   | 1      | 14     | -                      |
| 红场镇   | 85.3  | 3.2   | 1      | 23     | -                      |
| 成田镇   | 56.77 | 9.22  | 3      | 12     | -                      |
| 胪岗镇   | 50.4  | 13.81 | 4      | 11     | -                      |
| 两英镇   | 72.4  | 约20  | 13     | 17     | -                      |
| 仙城镇   | 55.04 | 9.55  | 3      | 9      | -                      |
| 陈店镇   | 28.3  | 10.20 | 10     | 13     | -                      |
| 司马浦镇 | 30.5  | 11.97 | 6      | 13     | -                      |

- （面积单位为平方公里，人口单位为万人，截至到2008年底）

## 自然地理
潮南区为沿海丘陵、平原地区，地势自西南向东北倾斜。地形特征为“一山一江一平原”，即大南山，起于红场镇潘岱村，自西向东延伸，主峰雷岭大山海拔521米。北部隔练江与潮阳区相望，练江自西向东横亘全境，形成练江平原。东部沿海为带状沙滩地。域内海岸线长14.7公里，海域面积4000多平方海里，山地面积38.23万亩，耕地面积20.82万亩。
潮南区属南亚热带季风气候带。年平均气温21.6℃，年平均降水量1700毫米左右，雨季多集中在4至9月。

## 经济
潮南區是中国文具生产重要基地民营企业活跃，特色产业为日用化工、文具、纺织服装、内衣、旅游用品。拥有“雅倩”、“拉芳”、“金万年”、“树德”、“曼妮芬”等众多全国著名品牌。

## 第三产业
在建五星级酒店二所，拥有四星级酒店三所，三星级四所。

## 人口
根據第七次全国人口普查數據，截至2020年11月1日零時，潮南區常住人口為1231638人。

### 方言
潮南区的方言以闽南语潮汕片潮普小片的潮阳话为主。客家方言主要分布在雷岭镇全境。峡山镇九斗、永丰、新圩；红场镇打铁寮、四溪、蔡肥、大陂；两英镇古厝和仙城镇利陂村亦有客家方言分布，但中年人和年轻人逐步转用潮汕话。

## 旅游
- 仙城翠峰岩景区：位于仙城镇
- 仙城仙湖景区：又名仙城八角亭、仙城半天佛仙湖文物风景区，位于仙城镇
- 鹅地温泉:位于雷岭镇
- 田心湾沙滩浴场：位于陇田镇

## 教育
省一级中学
- 六都中学

## 交通

### 道路
全区虽在民间活跃资本的努力下基本上已实现村村通水泥路。但由于粤东地区长期受省政府的漠视，潮南区得不到上级部门的重视，对外交通略显落后。区内交通方面受资金以及腐败困扰缺少一级公路，公交车方面也很不完善。区内现有100部潮南的士，按按照汕头市统一标准，起步价为2公里5元。
- 深汕高速公路(沈海高速公路)自潮阳区海门镇进入，经井都镇、陇田镇、雷岭镇，进入惠来县仙庵镇，设有田心出入口。另拟再在雷岭镇（华湖）设置出入口。
- 揭惠高速公路自潮阳区贵屿镇进入，经司马浦镇、两英镇、红场镇、雷岭镇，进入惠来县华湖镇，设有司马浦北立交、司马浦、两英、雷岭四个出入口。其中，司马浦北立交与 汕湛高速公路交汇。
- 汕湛高速公路自潮阳区铜盂镇进入，经峡山街道、司马浦镇、陈店镇，再进入潮阳区贵屿镇，设有峡山，司马浦北立交两个出入口。
- 潮汕环线高速公路自潮阳区金浦街道进入，经井都出入口，止于井都镇 深汕高速公路牛路立交。
- 228国道自潮阳区城南街道进入潮南区，经井都镇、陇田镇、雷岭镇，进入惠来县仙庵镇。
- 324国道自潮阳区和平镇進入，经峡山街道、司马浦镇、陈店镇，进入普宁市占陇镇。
- 235省道司神公路起于司马浦镇 324国道、经两英镇、红场镇、雷岭镇，进入惠来县华湖镇，是通往惠来县的主要道路。但路况失修已久，开始整修。
- 236省道起于陇田镇 237省道，经成田镇、两英镇、仙城镇、陈店镇，进入普宁市军埠镇。
- 237省道和惠公路自潮阳区和平镇进入，经胪岗镇、成田镇，止于陇田镇 228国道，是通往惠来及深汕高速公路的主要通道。但路况失修已久，开始整修。
- 峡新公路起于峡山街道 324国道，止于两英镇 236省道陈沙公路。
- 北环大道全线设在峡山街道，北部连接并与 汕湛高速公路并行，全线两端连接 324国道。

### 铁路
- 汕汕铁路潮南站